# Friidrottsrekord
Denna artikel redovisar officiella friidrottsrekord på världs-, kontinent- och nationsnivå. Officiella världsrekord ratificeras av IAAF, Internationella friidrottsförbundet, kontinentala rekord av respektive kontinentalförbund och nationella rekord av respektive nationsförbund.
För att ett resultat skall kunna räknas som världsrekord måste resultatet ha uppnåtts i en officiell tävling enligt IAAF:s regelverk och ha uppmätts med av förbundet godkänd utrustning. Idrottaren som presterat resultatet samt ytterligare minst två deltagare, eller vid stafetter ytterligare minst ett lag, i tävlingen där resultatet uppnåtts måste vara licensierade hos ett friidrottsförbund anslutet till IAAF. Tävlingsgrenen måste vara renodlat en dam- eller herrtävling; resultat från mixade tävlingar godtas inte (med undantag för landsvägsgrenar). För att rekordet skall ratificeras måste idrottaren ha genomgått ett dopningstest vid tävlingens slut. Vid stafetter gäller att samtliga löpare i laget skall ha dopingtestats. I löpgrenar kan rekord sättas på kortare distanser än tävlingssträckan om uppmätta mellantider underskrider eller tangerar gällande rekord för respektive distanser. Dessa tider kan dock endast godkännas om hela tävlingsloppet slutförs. Rekord kan också sättas i respektive gren vid tävling i mångkamp. Däremot kan inte resultatet på någon delsträcka i ett stafettlopp räknas som världsrekord. Ytterligare regler, till exempel högsta tillåtna vindstyrkor, gäller för en del grenar. 

## Gällande rekord
Världsrekord, juniorvärldsrekord, världsdelsrekord och flera nationsrekord listas i följande underartiklar:
- Friidrottsrekord i slätlöpning
- Friidrottsrekord i landsvägslöpning
- Friidrottsrekord i häck- och hindergrenar
- Friidrottsrekord i hoppgrenar
- Friidrottsrekord i kastgrenar
- Friidrottsrekord i mångkamp
- Gångrekord

## Rekordhistorik
Världsrekord satta specifika år listas i följande underartiklar:
- Världsrekord i friidrott satta 2007
- Världsrekord i friidrott satta 2008
- Världsrekord i friidrott satta 2009
- Världsrekord i friidrott satta 2010
- Världsrekord i friidrott noterade 2011

Världsrekordutvecklingen i olika grenar listas i följande artiklar:
- Världsrekordutveckling i löpning
- Världsrekordutveckling i hopp
- Världsrekordutveckling i kast
- Världsrekordutveckling i mångkamp
- Världsrekordutveckling inomhus i friidrott

## Svenska och nordiska världsrekord
- Svenska världsrekord i friidrott
- Världsrekord satta av nordiska friidrottare

## Mästerskapsrekord
- EM-rekord
- OS-rekord
- VM-rekord